# Mannitol
« E421 » redirige ici. Pour les autres significations, voir E421 (homonymie).
Le mannitol ou 1,2,3,4,5,6-hexanehexol (C6H14O6) est un polyol (« sucre-alcool ») ; c'est un produit similaire au xylitol ou au sorbitol et est structurellement dérivé du mannose. Cependant, le mannitol a tendance à perdre un ion hydrogène en solution aqueuse, ce qui acidifie la solution. Pour cette raison, il n'est pas rare d'ajouter une substance pour ajuster son pH, comme le bicarbonate de sodium.

## Applications

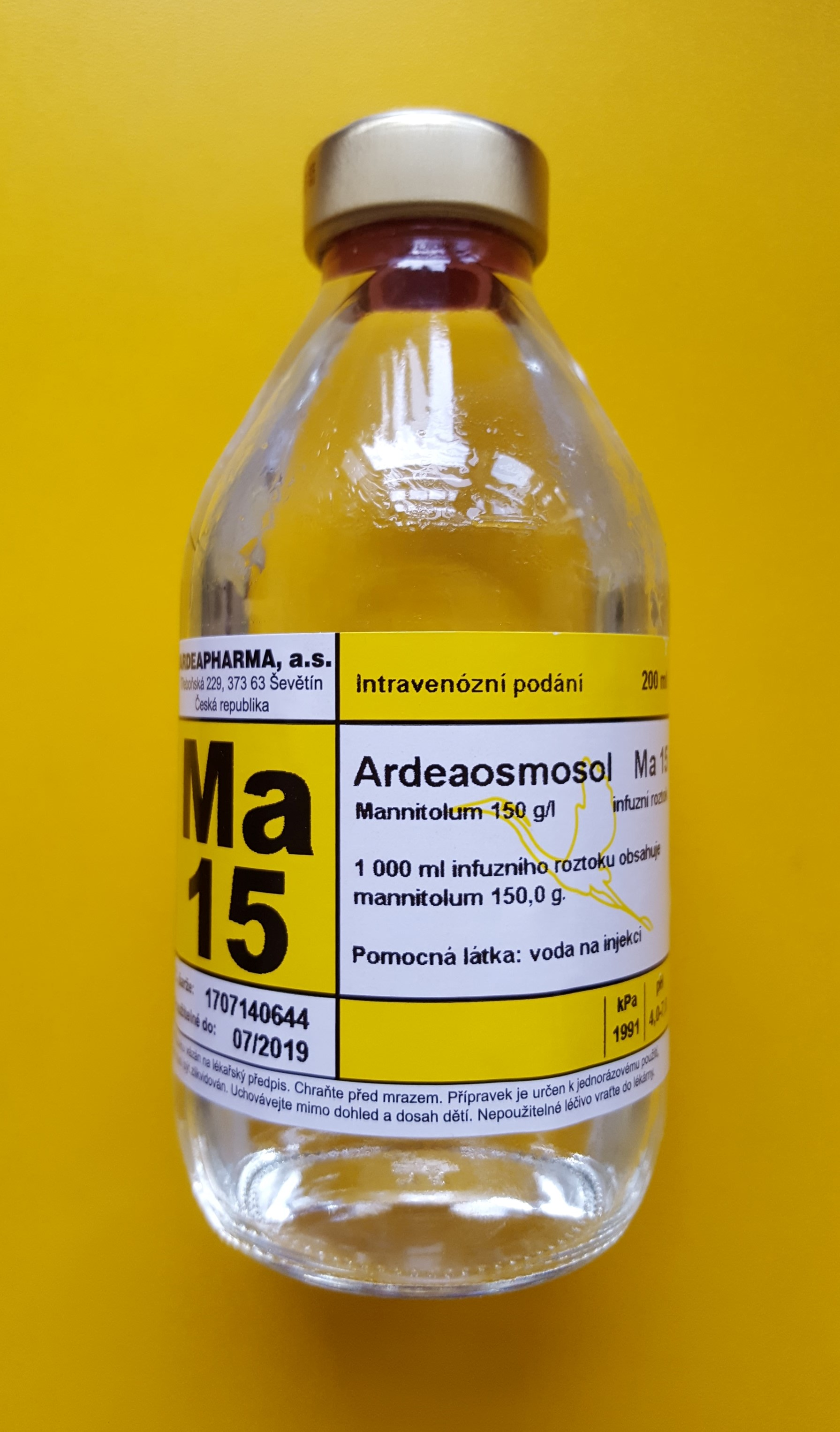
Flacon de Mannitol 15%

### En médecine
Les solutés de mannitol à 10 ou 20 % sont hypertoniques. Ils sont utilisés surtout pour réduire la pression intracrânienne dès les années 1960, en particulier dans certains cas de traumatisme crânien graves. Ils semblent aussi efficaces que les sérums salés hypertoniques.
Le mannitol est aussi utilisé pour réduire l’œdème cytotoxique engendré par un accident vasculaire cérébral. 
Ces solutés sont également utilisés pour traiter les patients atteints d'insuffisance rénale oligurique. Ils sont administrés par voie intraveineuse.
Il est classé « C » au niveau de sa sécurité fœtale par le guide de référence Briggs sur le risque fœtal et néonatal. 
On l'utilise de plus comme traceur du compartiment extra-cellulaire de l'organisme, généralement dans le but de déterminer l'hématocrite d'un patient, ou de diagnostiquer une vasodilatation, et ainsi orienter le diagnostic vers certaines pathologies ou au contraire d'en mettre certaines hors de cause.
Les solutés font partie de la liste des médicaments essentiels de l'Organisation mondiale de la santé (liste mise à jour en avril 2013).
Le mannitol pourrait être efficace pour soigner la maladie de Parkinson. Des essais cliniques sont en cours en 2020. Il a été montré que le mannitol agit in vitro comme un puissant inhibiteur de l'agrégation de la α-synucléine (α-syn), protéine qui est suspectée d'être à l'origine de la maladie.

### Autres
On l'utilise comme édulcorant naturel, agent de cohésion et excipient.
Le mannitol est un édulcorant naturel qui possède 0,7 fois le pouvoir sucrant du sucre ordinaire ; on le rencontre dans diverses plantes (surtout des algues marines). Il a une saveur douce sans arrière-goût et on l'utilise dans divers aliments. Hormis son usage comme édulcorant, on l'utilise également souvent parce qu'il procure une meilleure structure à certains produits alimentaires et prévient leur dessèchement. 
Le mannitol est un additif alimentaire qui possède le numéro E421.
Le mannitol a une enthalpie de dissolution négative (comme le sorbitol, le xylitol et l'érythritol). Pour cette raison, le mannitol est l'édulcorant de friandises « rafraîchissant l'haleine ». 
À doses excessives (en moyenne plus de 15-20 grammes par jour), le mannitol peut avoir un effet laxatif.
Il est utilisé dans la recherche en microbiologie – certaines bactéries pouvant dégrader le mannitol et d'autres non.
Il est parfois utilisé comme diluant de l'héroïne ou d'autres drogues illicites.[réf. nécessaire]
C'est un excipient dit « à effet notoire ».

## Production

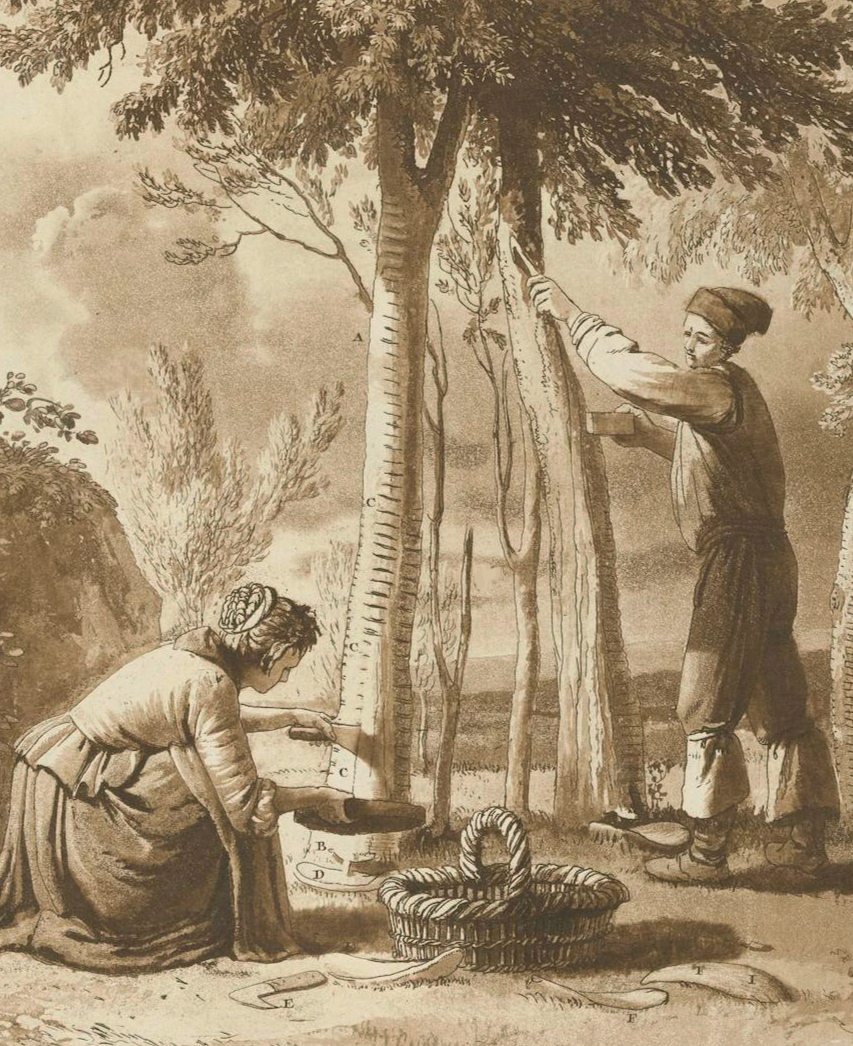
Récolte de la manne sur Fraxinus ornus en Sicile (XVIIIe siècle)

Fraxinus angustifolia et Fraxinus ornus sont des arbres dont l'écorce endommagée exsude une sève au goût amer et sucré, qui se cristallise dans l'air en une masse jaune appelée manne. Le principal composant de la manne est le mannitol, dont la qualité et le rendement dépendent du cultivar utilisé ainsi que des conditions climatiques, notamment la chaleur. La manne était traditionnellement utilisée en médecine comme laxatif et digestif. Au cours du siècle dernier, la manne a été produite pour extraire le mannitol. Dans le sud de l'Italie, plusieurs plantations de Frêne à manne ont été créées, jusqu'à ce que la demande diminue, le mannitol étant d'abord extrait depuis d'autres sources comme les algues et la mélasse, puis remplacé par d'autres produits de synthèse. De nos jours, la production de manne n'est encore active que dans quelques zones rurales de Sicile.